# Centropus phasianinus spilopterus
Il cucal delle Kai o cuculo fagiano delle Molucche (Centropus phasianinus spilopterus Gray, 1858) è un uccello della famiglia Cuculidae.

## Distribuzione e habitat
Questo uccello è endemico dell'Indonesia.

## Tassonomia
Centropus phasianinus spilopterus è una sottospecie di Centropus phasianinus, talvolta elevato al rango di specie.